# Síntesis de Corey-House
La síntesis de Corey-House (también conocida como el método de Corey-Posner-Whitesides-House) es una reacción orgánica, en la que un dialquilcuprato de litio  reacciona con un haluro de alquilo  para formar un nuevo alcano de cadena más larga, un haluro de litio y un  compuesto de organocobre.
R2CuLi + R'-X → R-R' +  LiX  + RCu
Esta reacción permite obtener alcanos de cadena larga como nonano o undecano.
Dimetilcuprato de litio + 1-Iododecano → Undecano + Ioduro de litio + Metilcobre
(CH3)2CuLi   +   I-(CH2)9-CH3  →  CH3-(CH2)9-CH3  +  LiI  +  CH3Cu

Es una reacción orgánica que involucra la reacción de un diorganilcuprato de litio (R2CuLi) con un haluro de organilo (pseudo) haluro (R'X) para formar un nuevo alcano, así como especies de organocopper mal definidas y haluro de litio como subproductos. En principio, un equivalente de carbanión como un organolitio o un reactivo de Grignard puede reaccionar directamente (sin cobre) con un haluro de alquilo en una reacción de sustitución nucleófila para formar un nuevo enlace carbono-carbono. Sin embargo, aparte del uso de acetiluros metálicos como nucleófilos, este proceso rara vez funciona bien en la práctica debido al intercambio de halógeno metálico y / o la formación de grandes cantidades de productos secundarios de reducción o eliminación.  Como solución a este problema, la reacción de Corey-House constituye un método general y de alto rendimiento para la unión de dos grupos alquilo o un grupo alquilo y un grupo arilo.

## Mecanismo de reacción
Esta reacción ocurre en dos pasos. El haluro de alquilo reacciona con el litio, teniendo como medio algún éter; el haluro de alquilo se convierte en un compuesto de litio, R-Li. El R-X que reacciona puede ser un haluro de alquilo primario, secundario o terciario:
R-X + 2Li → R-Li + Li-X
El segundo paso requiere el compuesto de litio formado, que se tratará con yoduro cuproso o Cupro(I)-iodido (Cul). Esto crea un compuesto dialquilcuprato de litio. Estos compuestos fueron sintetizados por primera vez por Henry Gilman, y se llaman generalmente reactivos de Gilman en honor de sus contribuciones:
2R-Li + Cul → R2CuLi + LiI
El dialquilcuprato de litio se trata con el segundo haluro de alquilo, que se junta al compuesto:

## Alcance
El alcance de la síntesis de Corey-House es excepcionalmente amplio, y un gran rango de diorganilcupratos de litio (R2CuLi, R = 1 °, 2 ° o 3 ° alquilo, arilo o alquenilo) y haluros de organilo (pseudo) (RX, R = metilo, bencílico, alílico, 1 ° o cíclico 2 ° alquilo, arilo o alquenilo y X = Br, I, OT o OTf; X = Cl es marginal) sufrirán acoplamientos nucleofílicos y electrofílicos, respectivamente. La reacción generalmente tiene lugar a temperatura ambiente o inferior en un disolvente etéreo. Debido a la amplia gama de socios de acoplamiento aplicables, la tolerancia del grupo funcional y la simplicidad operativa, la síntesis de Corey-House es una herramienta poderosa y práctica para la síntesis de moléculas orgánicas complejas. Sin embargo, como limitaciones, los haluros de alquilo impedidos (2 ° o 3 °) son generalmente sustratos fallidos o de bajo rendimiento para la síntesis de Corey-House. Además, los alquinilcupratos son generalmente inertes en condiciones de acoplamiento habituales. La forja de enlaces aril-arilo también es ineficiente y se logra de manera mucho más efectiva usando catálisis de paladio.